# Antonio Castrignanò
Antonio Castrignanò né à Calimera  est un musicien et compositeur italien originaire de la région des Pouilles.

## Biographie
Antonio Castrignanò a composé la bande originale du film Golden Door, pour laquelle il a été nommé en 2007 pour un Ruban d'argent (finalement remporté par Ennio Morricone).

## Discographie
- 2006 Golden Door (B.O.)
- 2010 Mara la Fatìa, album de pizzica, écrit en salentin
- 2022 Babilonia